# Шалансон (Дром)
Шалансон (фр. Chalancon) насеље је и општина у источној Француској у региону Рона-Алпи, у департману Дром која припада префектури Ди.
По подацима из 2011. године у општини је живело 58 становника, а густина насељености је износила 1,61 становника/km². Општина се простире на површини од 36 km². Налази се на средњој надморској висини од метара (максималној 1522 m, а минималној 591 m).

## Демографија
| 1962. | 1968. | 1975. | 1982. | 1990. | 1999. | 2011. |
| ----- | ----- | ----- | ----- | ----- | ----- | ----- |
| 49    | 93    | 77    | 76    | 81    | 56    | 58    |

График промене броја становника у току последњих година